# M39 EMR
La M39 EMR (Enhanced Marksman Rifle) è un fucile di precisione semi-automatico, camerato con munizioni NATO 7.62 × 51 millimetri.
È una versione modificata e migliorata del fucile M14 usato dai militari degli Stati Uniti. È prodotto dalla Sage International e gestito dalla sezione Precision Weapons dell'USMC.
Al momento il fucile è munito di munizioni M118LR.
Assomiglia al fucile da battaglia potenziato Mk 14 EBR.